# Isis gregorii
Isis gregorii is een zachte koraalsoort uit de familie Isididae. De koraalsoort komt uit het geslacht Isis. Isis gregorii werd in 1924 voor het eerst wetenschappelijk beschreven door Kükenthal. 